# Macrobiotus iharosi
Macrobiotus iharosi är en djurart som tillhör fylumet trögkrypare, och som beskrevs av Pilato, Binda och Rosario Catanzaro 1991. Macrobiotus iharosi ingår i släktet Macrobiotus och familjen Macrobiotidae. Inga underarter finns listade i Catalogue of Life.